# Atlantic challenge
L'Atlantic Challenge est la principale compétition internationale de yoles de Bantry. Elle se déroule tous les deux ans dans un pays différent.
Autre titre de l'épreuve : International Contest of Seamanship.

## Historique
Cet événement a lieu toutes les années paires depuis 1986, dans différentes baies d'Europe ou d'Amérique. Au départ, la compétition n'avait comme participants que la France et les États-Unis et visait à célébrer le 100e anniversaire de la statue de la Liberté. Pour l'occasion, les États-Unis ont fabriqué deux yoles de Bantry et en ont offert une à la France (Amitié).
De nos jours, onze pays sont membres de cet événement et lors de la compétition de 2014 en France treize équipes étaient inscrites. Tous les deux ans l'Atlantic Challenge rassemble environ 400 jeunes équipiers.

## Déroulement

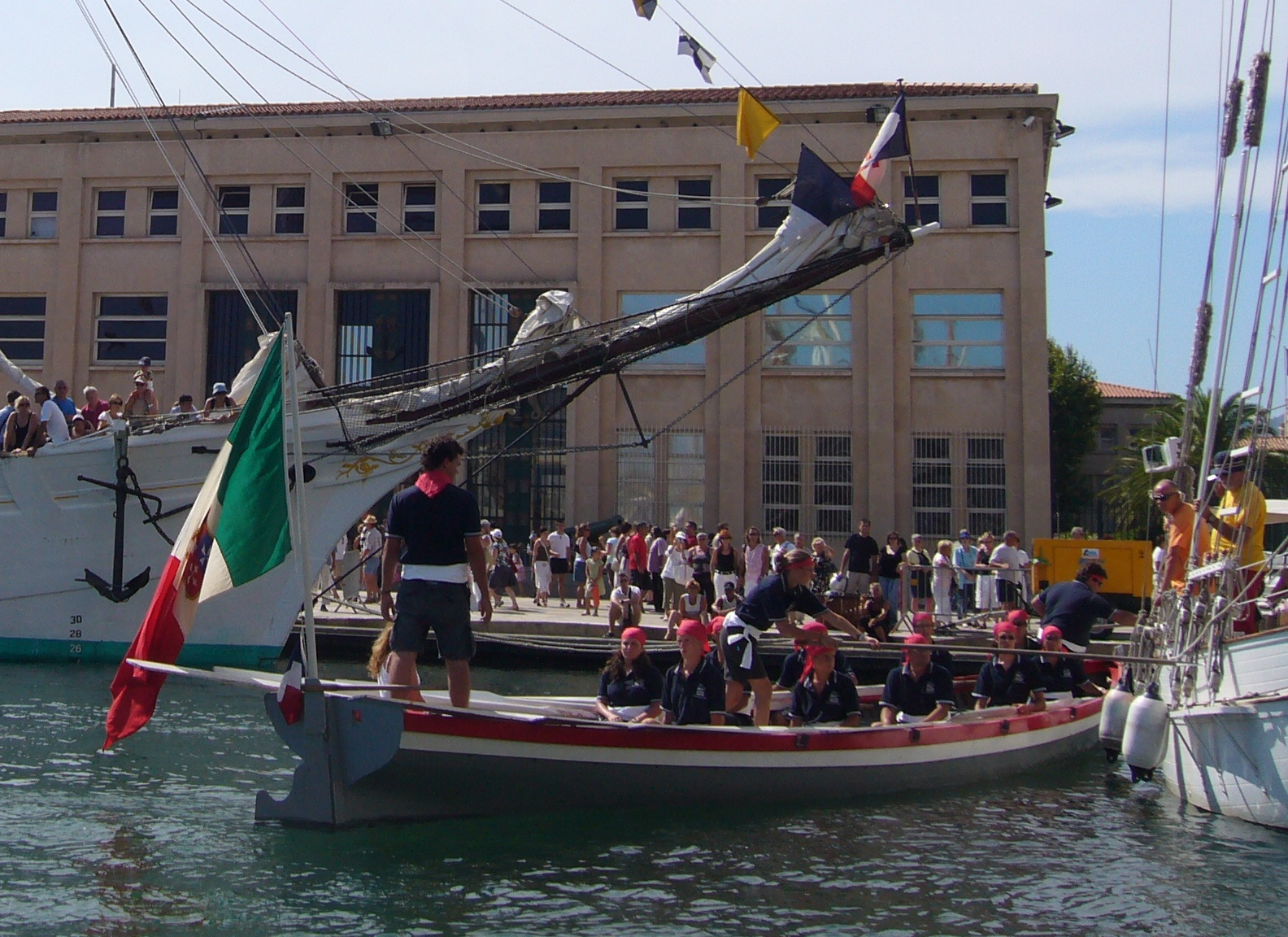
La yole de Bantry Creuza de Mä (basée à Gênes, Italie) durant l'épreuve de la "yole du capitaine".

Lors des compétitions de yoles de Bantry, diverses courses ou épreuves sont généralement organisées. Voici une brève description des épreuves au cours desquelles les participants à l’Atlantic Challenge s’affrontent :
- Aviron : Une course d’endurance où l’équipage doit nager (ramer) sur une distance de deux milles marins.
- Voile : Une régate sous voiles utilisant la majorité des principes de la régate à voile classique.
- Voile et aviron : Le parcours est similaire à la régate à la voile sauf qu’une des sections du trajet doit être parcourue uniquement à l'aviron.
- Slalom : Dans cette épreuve, la yole doit se diriger en sinuant à travers un parcours de bouées sans l’aide du gouvernail.
- Transfert du sac : L’équipage doit transférer un sac à partir d’un quai jusqu’au bateau (ou bien l’inverse) à l’aide de cordages et en utilisant le mât. Cette épreuve requiert rapidité d’exécution et une bonne communication entre l’équipage.
- La "yole du capitaine" : Dans cette épreuve, l’équipage doit escorter un « capitaine » (un juge) à partir d’un endroit jusqu’à un autre. Les points sont attribués sur divers critères d’esthétique, de coordination et d’élégance de manœuvre. Cette épreuve, contrairement aux autres, nécessite peu de vitesse. Son but est essentiellement de démontrer les qualités de manœuvrier du chef de bord.
- Homme à la mer : Le départ s'effectue à la voile par vent arrière et, à un signal, un équipier venu d'une autre équipe se jette à l'eau. L'équipage doit affaler les voiles et sortir les rames afin de retourner chercher le naufragé pour ensuite aller passer la ligne d'arrivée.
- L'esprit : Pour cette course, les membres de tous les équipages sont partagés au hasard parmi tous les bateaux. Cette épreuve permet nouer de nouveaux liens avec des gens d'un peu partout à travers le monde.
- Remorquage : Cette épreuve comme son nom l'indique est une course consistant le plus rapidement possible à remorquer une yole.
- Nœuds : Une épreuve d'exécution de nœuds marins. Chaque concurrent se voit attribuer un nœud qu'il doit effectuer dans un temps d'environ 20s.
- Navigation : C'est une épreuve en deux parties, l'une à terre et l'autre sur l'eau. Elle consiste à repérer des points sur une carte, faire des calculs de positions...

## Éditions

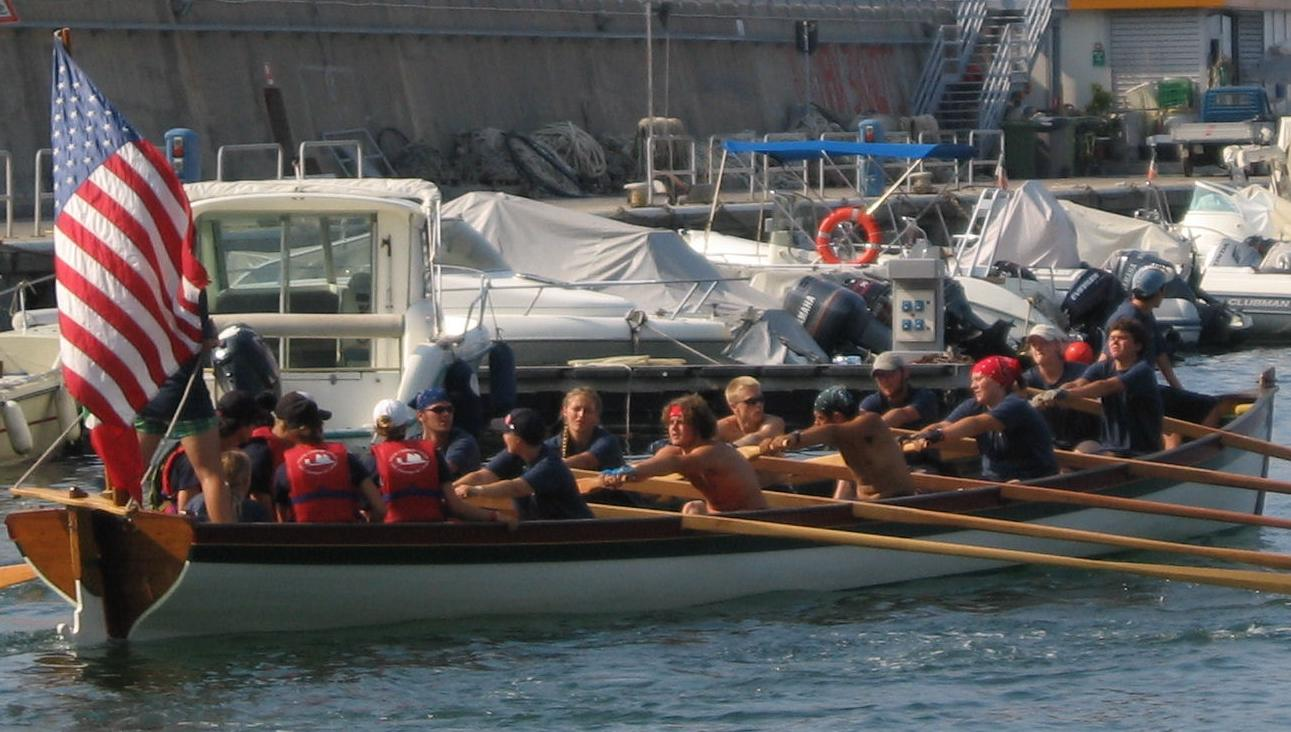
La yole de Bantry Vérité (U.S.A.) durant lAtlantic Challenge de 2006 à Gênes (Italie).

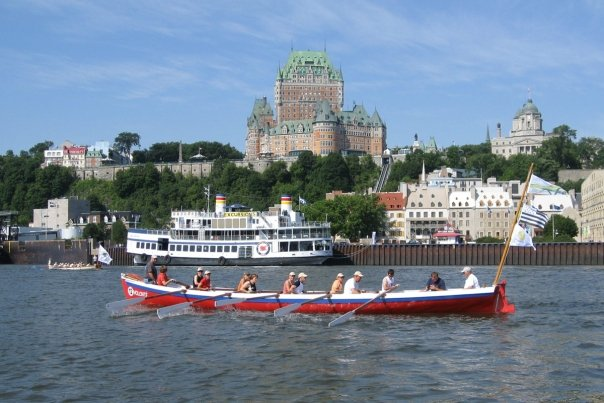
Volonté, yole de Bantry de Treizour, sur le fleuve Saint-Laurent, durant l'Atlantic Challenge de 2010.

- 1986 New-York (USA)
- 1988 Douarnenez (France)
- 1990 Roskilde (Danemark)
- 1992 Brest (France)
- 1994 Penetang (Canada)
- 1996 Bantry (Irlande)
- 1998 Roskilde (Danemark)
- 2000 Douarnenez (France)
- 2002 Rockland, Maine (USA)
- 2004 Fishguard (GB)
- 2006 Gênes (Italie)
- 2008 Jakobstad (Finlande)
- 2010 Midland (Canada)
- 2012 Bantry (Irlande)
- 2014 Golfe du Morbihan (France)
- 2016 Roskilde (Danemark)
- 2018 Antrim (Irlande du Nord)
- Annulé en 2020/2021/2022
- 2024 Belfast, Maine (USA)

### Irlande 2012

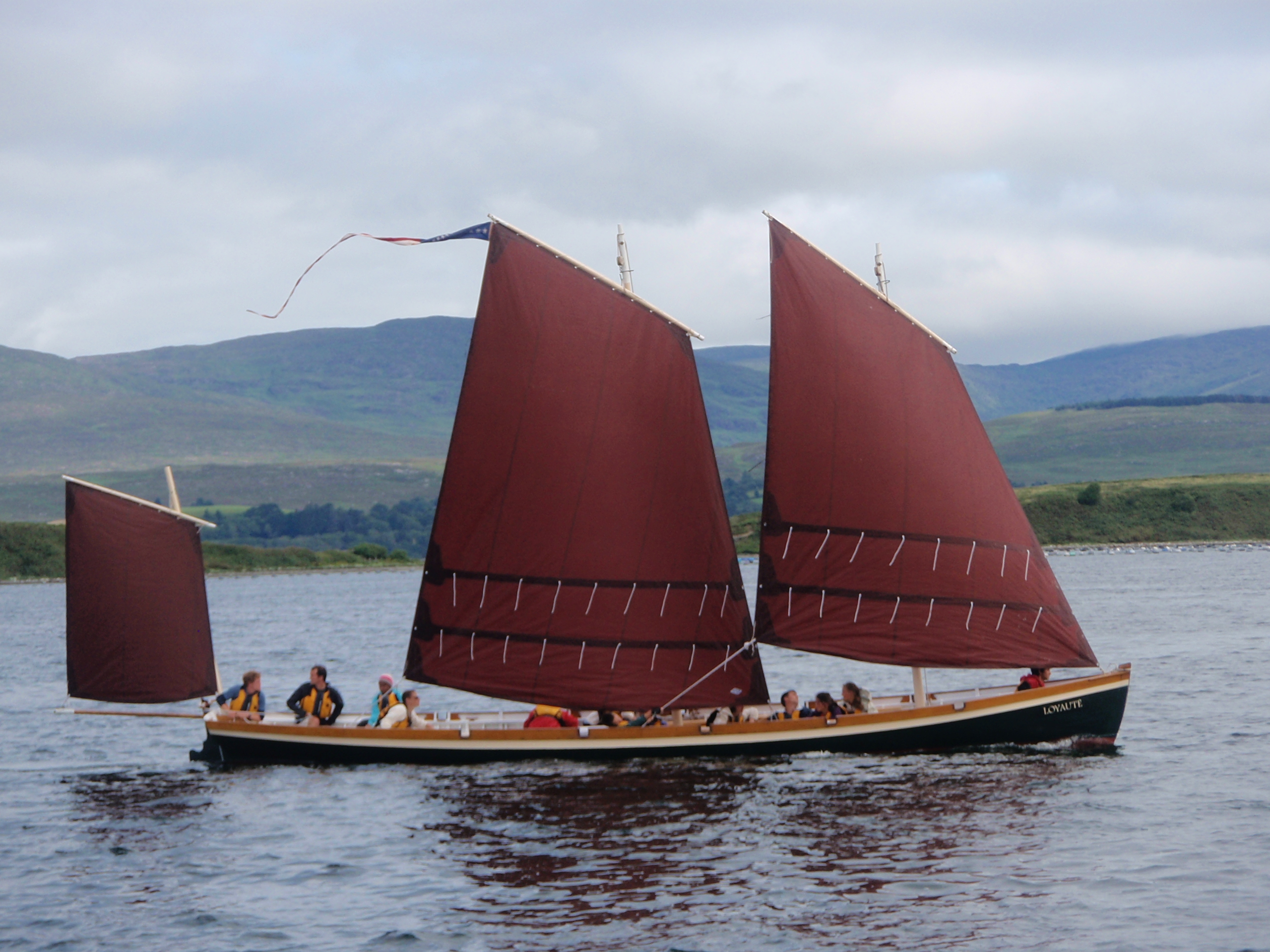
La yole de Bantry Loyauté (U.S.A.) durant lAtlantic Challenge de 2012.

Pays représentés : Irlande, Russie, Grande-Bretagne, Canada, Belgique, États-Unis, France, Italie, Finlande, Danemark et Indonésie.
En plus des 11 pays inscrits, le Québec, l'Irlande du Nord, Cork et une équipe internationale étaient présents.
| Positions | Pays/Régions    | Bateaux          |
| --------- | --------------- | ---------------- |
| 1         | Irlande du Nord | Harmonie         |
| 2         | Irlande         | Unité            |
| 3         | Russie          | Dignité          |
| 4         | Grande-Bretagne | Intégrité        |
| 5         | Québec          | Sault-Au-Matelot |
| 6         | Belgique        | Carolus Quinto   |
| 7         | États-Unis      | Loyauté          |
| 8         | France          | Volonté          |
| 9         | Italie          | Creuza de mä     |
| 10        | Canada          | Tenacité         |
| 11        | Finlande        | Équité           |
| 12        | Indonésie       | Rojo Segoro      |
| 13        | Danemark        | Cwch John Kerr   |
| 14        | Cork            | Fionbarr         |
| 15        | Internationale  | An Seabhac Mara  |

### Morbihan 2014

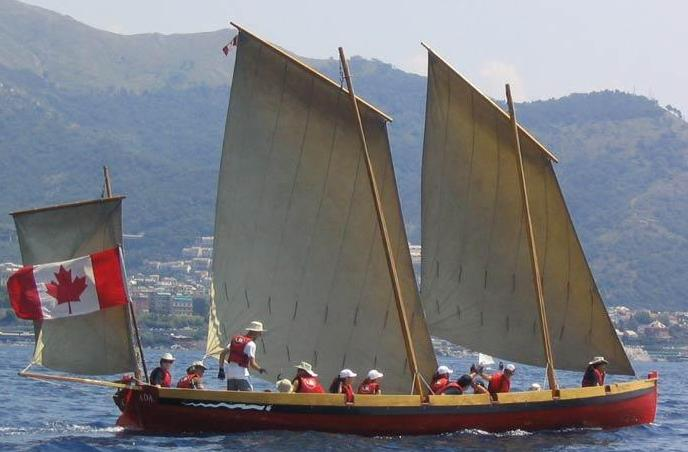
La yole de Bantry Ténacité (basée à Midland, Canada) participe à lAtlantic Challenge depuis 1994.

La dernière épreuve de l'Atlantic Challenge en France a eu lieu du 19 au 27 juillet 2014 dans le Golfe du Morbihan.
Les organisateurs, en plus de la venue des yoles compétitrices, ont rassemblé une vingtaine de yoles de Bantry françaises, pour des navigations en marge de l'Atlantic Challenge. Cette manifestation a pris le nom du Défi Breton.
| Positions | Pays/Régions    | Bateaux           |
| --------- | --------------- | ----------------- |
| 1         | Irlande         | Unité             |
| 2         | Russie          | Dignité           |
| 3         | Grande-Bretagne | Intégrité         |
| 4         | Irlande du Nord | Harmonie          |
| 5         | Danemark        | Solidarité        |
| 6         | Belgique        | Carolus Quinto II |
| 7         | Canada          | Ténacité          |
| 8         | Italie          | Creuza de Mä      |
| 9         | France          | An Erminig        |
| 10        | Pays Basque     | Tenacité          |
| 11        | Indonésie       | Baita Sena        |
| 12        | États-Unis      | Loyauté           |
| 13        | Lituanie        |                   |

### Danemark 2016 et Irlande du Nord 2018
Les dernières épreuves de l'Atlantic Challenge se sont déroulées en juillet 2016 à Roskilde (Danemark) et en juillet 2018 à Antrim en Irlande du Nord.

### Saint-Pétersbourg > Annulé
Décalée en 2020 et 2021 à cause du COVID-19, l'édition suivante de l'Atlantic Challenge devait avoir lieu durant l'été 2022 à Saint-Pétersbourg en Russie. Elle a été annulée du fait du conflit russo-ukrainien.

### Maine (USA) 2024
La dernière édition de l'Atlantic Challenge a eu lieu durant l'été 2024 à Belfast dans le Maine, aux États-Unis.

### Prochaines éditions 2026 et 2028
Les prochaines éditions de l'Atlantic Challenge sont envisagées durant l'été 2026 dans le Golfe du Morbihan et durant l'été 2028 à Bantry, en Irlande.